# آلن دو مارتینی
آلن دو مارتینی (انگلیسی: Alain de Martigny؛ زادهٔ ۹ آوریل ۱۹۴۶) بازیکن فوتبال اهل فرانسه است.
از باشگاه‌هایی که در آن بازی کرده‌است می‌توان به باشگاه فوتبال استاد برستوا ۲۹ و باشگاه فوتبال لیل اشاره کرد.